# Michele De Nadai
Michele De Nadai (ur. 8 września 1954 w Mediolanie) – piłkarz włoski grający na pozycji środkowego obrońcy lub defensywnego pomocnika.

## Życiorys
De Nadai pochodzi z Mediolanu. Piłkarskie treningi rozpoczął w tamtejszym A.C. Milan. W sezonie 1972/1973 włączono go do kadry pierwszej drużyny. Trener Nereo Rocco nie pozwolił jednak młodemu zawodnikowi zadebiutować w Serie A i Michele został na 2 lata wypożyczony do Calcio Lecco 1912, w barwach którego występował w Serie C. Do Milanu De Nadai wrócił w 1975 roku. 2 maja 1976 wystąpił w swoim pierwszym meczu w Serie A. Milan wygrał z Ceseną 2:1, Michele zdobył jedną z bramek, ale był to jego jedyny mecz w sezonie 1975/1976. Latem odszedł do Monzy, w której przez rok grał w Serie B, ale do pierwszej ligi powrócił już rok później, gdy podpisał kontrakt z zespołem AS Roma. W zespole „giallorossich” miał pewne miejsce w składzie grając na lewej pomocy. W 1980 osiągnął swój pierwszy sukces w karierze, jakim było zdobycie Pucharu Włoch. W sezonie 1980/1981 usiadł na ławce rezerwowych, ale ponownie wywalczył krajowy puchar, a także wicemistrzostwo Włoch. Latem odszedł do lokalnego rywala Romy, S.S. Lazio. W zespole „biancocelestich” występował w Serie B, ale w 1983 roku pomógł w powrocie do Serie A. W sezonie 1983/1984 grał w AC Pistoiese, a następnie trafił do Salernitany, w której spędził 2 lata i w 1986 roku zakończył sportową karierę.
| Sezon   | Klub               | Kraj   | Rozgrywki | Mecze | Bramki |
| ------- | ------------------ | ------ | --------- | ----- | ------ |
| 1972/73 | A.C. Milan         | Włochy | Serie A   | 0     | 0      |
| 1973/74 | Calcio Lecco 1912  | Włochy | Serie C   | 32    | 3      |
| 1974/75 | Calcio Lecco 1912  | Włochy | Serie C   | 37    | 3      |
| 1975/76 | A.C. Milan         | Włochy | Serie A   | 1     | 1      |
| 1976/77 | A.C. Monza         | Włochy | Serie B   | 30    | 1      |
| 1977/78 | AS Roma            | Włochy | Serie A   | 18    | 0      |
| 1978/79 | AS Roma            | Włochy | Serie A   | 26    | 2      |
| 1979/80 | AS Roma            | Włochy | Serie A   | 26    | 1      |
| 1980/81 | AS Roma            | Włochy | Serie A   | 12    | 0      |
| 1981/82 | S.S. Lazio         | Włochy | Serie B   | 33    | 4      |
| 1982/83 | S.S. Lazio         | Włochy | Serie B   | 15    | 1      |
| 1983/84 | AC Pistoiese       | Włochy | Serie B   | 25    | 2      |
| 1984/85 | Salernitana Calcio | Włochy | Serie C1  | 26    | 0      |
| 1985/86 | Salernitana Calcio | Włochy | Serie C1  | 25    | 0      |